# سیروس میرزایی
سیروس میرزایی (زاده ۲۲ آوریل ۱۹۶۳ در مشهد) یک متخصص پزشکی هسته‌ای ایرانی است. وی رئیس بخش پزشکی هسته ای بیمارستان ویلهلمینن وین است. او برای پژوهش‌های خود در زمینه تشخیص شکنجه با روش‌های تصویرسازی مولکولی است.